# Preußische Lebensversicherung

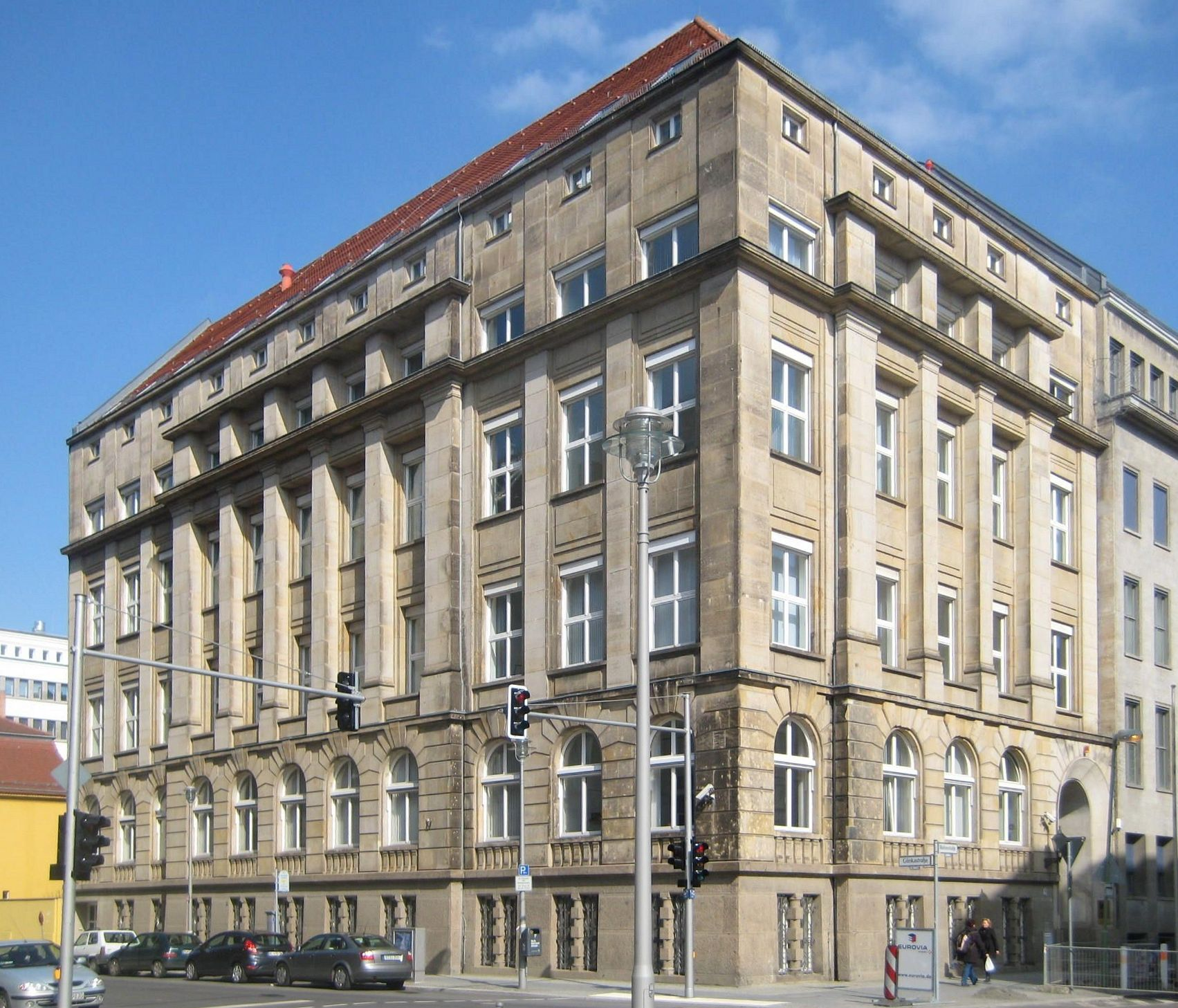
Ehemaliges Bürogebäude der Preußische Lebens-Versicherungs AG in der Glinkastraße 10/12 bzw. Mohrenstraße 62 in Berlin-Mitte. Es wurde 1903/1904 erbaut. Heute wird es als Bürogebäude des Bundesministeriums für Arbeit und Soziales und des Bundesministeriums für Gesundheit genutzt. Das Gebäude ist Teil eines denkmalgeschützten Bauensembles.

Die Preußische Lebensversicherung war ein börsennotiertes Versicherungsunternehmen, das bereits vor der Gründung des Deutschen Reichs aktiv war und nach Reichsgründung seine Tätigkeit auf das gesamte Reichsgebiet ausweitete.

## Geschichte
Das Unternehmen wurde 1865 gegründet und entwickelte sich günstig, sodass es das Geschäftsgebiet sukzessive erweitern konnte. Bereits 1866 war es außer in Preußen auch in Sachsen und Bayern zugelassen. Ab 1871 erweiterte die Versicherung ihr Geschäftsgebiet auf das gesamte Deutsche Reich. Wegen der zahlreichen deutschen Auswanderer war die Gesellschaft gegen Ende des 19. Jahrhunderts auch in Nordamerika tätig und gehörte bald zu den größten deutschen Lebensversicherungsgesellschaften.
Ende 1893 wies die Preußische Lebensversicherung etwa 100 Millionen Mark versichertes Kapital auf. 1897 gab die Gesellschaft auf ihrer Hauptversammlung einen Reingewinn von 316.915 Mark bekannt.
Zweck war die Versicherung von Kapital und Renten. Geschäftssitz der Versicherung war Ende des 19. Jahrhunderts die Voßstraße 27 in Berlin. Die Versicherung wurde mit ihren Aktien auch an der Berliner Börse gehandelt.
Anfang der 1920er Jahre ging die Preußische Leben etliche Interessengemeinschaften ein. In der Hyperinflation geriet das Unternehmen in Schwierigkeiten und wurde 1923 von der Frankfurter Lebensversicherung  (FAVAG) übernommen. Sie wurde mit der Berlinischen Lebens-Versicherungs Gesellschaft zur Vereinigte Berlinische-Preußische Lebensversicherung fusioniert und als solche Tochtergesellschaft der FAVAG. Im Rahmen des FAVAG-Skandals ging die Vereinigte Berlinische-Preußische Lebensversicherung dann 1929 auf die Allianz Lebensversicherung über. In der Folge firmierte das Unternehmen in Berlinische Lebensversicherung um.